# USA-241
USA-241 (SBIRS-GEO 2) — второй американский военный разведывательный геостационарный спутник серии SBIRS-GEO, является частью военной программы SBIRS High (англ. Space-Based Infrared System — букв. Инфракрасная система космического базирования) — комплексной системы раннего предупреждения о ракетном нападении (СПРН) нового поколения SBIRS.
Космический аппарат разработанный компанией Lockheed Martin на базе спутниковой платформы A2100M и запущен компанией United Launch Alliance 19 марта 2013 года с космодрома на мысе Канаверал при помощи ракеты-носителя «Атлас-5 401».

## Конструкция
Спутник USA-241 изготовлен на базе военной модификации спутниковой платформы — А2100, производства американской компании LMSS (сокр. от англ. Lockheed Martin Commercial Space Systems) являющаяся подразделением компании Lockheed Martin Space Systems, одной из ведущих фирм корпорации Lockheed Martin, в 1990—2010 годах, используемая для создания средних и больших геостационарных телекоммуникационных спутников связи и военных разведывательных спутников.
Общая масса космического аппарат составляет около 4 500 кг, питание осуществляется от двух солнечных панелей и бортовых аккумуляторов. Общая электрическая мощность около 12 кВт.
Система ориентации трёхосная. В качестве движителя используется ракетный двигатель LEROS-1c семейства ракетных двигателей LEROS, разработанный американской компанией Moog Inc. Движитель обеспечивает суммарную тягу 406 Н в вакууме, удельный импульс — 325 сек.
В качестве топлива используется Гидразин.

## Предназначение
USA-241 является первым геостационарным спутником независимой компоненты SBIRS-GEO подсистемы SBIRS High комплекса противоракетной обороны SBIRS.
SBIRS (англ. Space-Based Infrared System — инфракрасная система космического базирования) — американская двухкомпонентная комплексная космическая система раннего обнаружения пусков баллистических ракет (СПРН) нового поколения. Кроме контроля космических запусков система предназначена для определения траектории их полёта, идентификации боевых частей и ложных целей, выдачи целеуказания для перехвата, а также ведения разведки над территорией военных действий в инфракрасном диапазоне.

## Запуск
19 марта 2013 года в 21:21 UTC со стартовой площадки SLC-41 Базы ВВС США на мысе Канаверал был проведен пуск ракеты-носителя «Атлас-5» версии 401 (серийный номер — AV-037) с космическим аппаратом военного назначения «USA-241». Целью запуска аппарата было наращивание орбитальной группировки комплексной системы раннего предупреждения о ракетном нападении (СПРН) нового поколения SBIRS.